# Velocitat abstracta + so
Velocitat abstracta + so (Velocità astratta + rumore) és un oli sobre tela de 54,5 × 76,5 cm realitzat per Giacomo Balla durant els anys 1913-1914 i dipositat al Museu Guggenheim de Venècia (Itàlia).

## Context històric i artístic
Des de finals del 1912 fins a principis del 1913, Giacomo Balla va deixar la representació de la fragmentació de la llum per a dedicar-se a l'exploració del moviment, més específicament la velocitat de les curses automobilístiques. L'elecció de l'automòbil com a símbol de velocitat abstracta recorda la declaració de Filippo Tommaso Marinetti en el seu Manifest del Futurisme publicat el 20 de febrer del 1909 a Le Figaro de París (tan sols una dècada després que el primer cotxe italià fou fabricat): "Nosaltres afirmem que la magnificència del món s'ha enriquit amb una bellesa nova: la bellesa de la velocitat. Un cotxe de carreres amb el seu capó adornat amb grans tubs semblants a serpents d'alè explosiu... Un cotxe brogent, que sembla que corre sobre la metralla, és més bell que la Victòria de Samotràcia".

## Descripció
L'obsessió dels futuristes amb la velocitat adopta la forma més descarada i intransigent en les pintures de Balla de 1913. D'una banda, tenim uns quadres durs, toscos, com Velocitat abstracta, de la qual fins i tot els objectes en moviment han desaparegut. La matèria s'ha desintegrat i el seu lloc l'ocupa una seqüència rodant de vòrtex abstractes i línies acuradament reglamentades de punts en ràpid moviment que provoquen que l'obra en el seu conjunt passi amb rapidesa d'esquerra a dreta. D'altra banda, hi ha obres més poètiques però igualment decidides com Velocitat abstracta + paisatge (1913) i aquesta Velocitat Abstracta + so (1913-1914). Aquestes darreres incorporen un marc seccionat en rodó perquè les línies del moviment (algunes de les quals es desplacen pel centre del quadre mentre que altres irradien cap a l'exterior), en lloc de detenir-se de cop i volta a l'extrem de la tela, donin la volta abans de desaparèixer de la vista. L'efecte que s'intenta aconseguir és forçar el centre del quadre cap endavant, perquè adopti òpticament la naturalesa d'un relleu gairebé transparent, aeri i d'estructura oberta. L'experiència d'aquests quadres de Balla és molt diferent de la que aporta una pintura cubista analítica, per a la qual la metàfora més apropiada i accessible (a causa de la seva superfície densa i treballada amb detall) és la d'una paret esculpida amb cura i il·luminada de manera obliqua. A tall de comparació, les formes del quadre de Balla són insubstancials. Només existeixen com trajectòries de color i de llum lliscant en un espai abstracte. L'element afegit de la sinestèsia que suggereix el títol, Velocitat abstracta + so, en absolut posseeix la sonoritat cromàtica de la millor música clàssica o l'agilitat fluida del jazz (és probable que tingui més relació amb el clam metàl·lic i l'estrèpit d'un circuit de cotxes de cursa).